# Бурлачко, Юрий Александрович
Бурлачко Юрий Александрович (род. 8 января 1961, Омск) — российский государственный и политический деятель, председатель Законодательного собрания Краснодарского края.
В 2014 году принимал непосредственное участие в подготовке и проведении референдума в Крыму.
Из-за вторжения России на Украину находится под международными санкциями всех стран Евросоюза, Украины и Швейцарии

## Биография
Родился 8 января 1961 года в городе Омск.
В 1983 году окончил Кубанский сельскохозяйственный институт по специальности инженер-гидротехник.
В 1999 году окончил Кубанский государственный университет по специальности юрист.
С 1983 по 1986 год работал в Абинском оросительном управлении Краснодарского края.
С 1986 по 1991 год — 1-й секретарь Абинского райкома ВЛКСМ.
С 1991 по 1999 — работал в аппарате администрации и Законодательного собрания Краснодарского края.
С 1995 по 2002 — заместитель председателя Краснодарской краевой избирательной комиссии.
С 2002 по 2010 года работал на руководящих должностях в администрации Краснодарского края — начальником управления по взаимодействию с политическими партиями и общественными объединениями, возглавлял управление по взаимодействию с общественными объединениями, религиозными организациями и мониторингу миграционных процессов, был первым заместителем директора департамента по взаимодействию с органами местного самоуправления.
С 2010 по 2015 годы — председатель избирательной комиссии Краснодарского края.
С 2015 по 2017 год — заместитель главы администрации (губернатора) Краснодарского края по вопросам внутренней политики — курировал деятельность департамента внутренней политики, управления кадровой политики и противодействия коррупции, управления региональной безопасности.
С 28 сентября 2017 года — председатель Законодательного собрания Краснодарского края.

## Санкции
21 июля 2022 года, на фоне вторжения России на Украину, был включен в санкционные списки Евросоюза за «разжигание ненависти к Украине, распространение пророссийской дезинформации и пропаганды в контексте войны, а также стремление заручиться внутренней поддержкой в России для войны против Украины». Евросоюз отмечает что Бурлачко «в ряде интервью распространял кремлевскую пропаганду против Украины и выражал поддержку российскому вторжению в Украину».
Также входит в санкционные списки Украины и Швейцарии.

## Общественная и политическая деятельность
- С 27 сентября 2017 года — руководитель фракции Всероссийской политической партии «Единая Россия» в Законодательном Собрании Краснодарского края.
- С 12 декабря 2017 года — заместитель секретаря Краснодарского регионального отделения Всероссийской политической партии «Единая Россия», член Президиума политического совета Краснодарского регионального отделения Партии «Единая Россия».
- С 10 октября 2017 года — член Президиума Регионального совета Краснодарского регионального отделения Общероссийской общественной организации «Всероссийский Совет местного самоуправления».
- С 29 марта 2018 года — председатель Регионального совета руководителей депутатских объединений Всероссийской политической партии «Единая Россия» Краснодарского края.
- С 21 мая 2018 года — в составе Президиума Совета руководителей фракций Всероссийской политической партии «Единая Россия».
- Со дня вступления в должность председателя Законодательного Собрания Краснодарского края (28 сентября 2017 года):
  - председатель Совета законодателей Краснодарского края;
  - член Совета законодателей Российской Федерации при Федеральном Собрании Российской Федерации;
  - член Совета Южно-Российской Парламентской Ассоциации;
  - член Совета Ассоциации экономического взаимодействия субъектов Российской Федерации Южного федерального округа «Юг»;
  - член Президиума Совета молодых депутатов Краснодарского края;
  - 16 января 2020 года вошёл в состав рабочей группы по подготовке поправок в Конституцию Российской Федерации.

## Награды и поощрения
- Почётная грамота Президента Российской Федерации (2021);
- Почётная грамота Совета Федерации Федерального Собрания Российской Федерации (2020);
- Медаль ордена «За заслуги перед Отечеством» II степени (2018);
- Медаль «Совет Федерации. 25 лет» (2018);
- Медаль «За выдающийся вклад в развитие Кубани» I степени (2018);
- Благодарность Президента Российской Федерации (2004, 2014, 2017);
- Медаль «За возвращение Крыма» (2014);
- Почётная грамота Центральной избирательной комиссии Российской Федерации (2012);
- Почётный знак Центральной избирательной комиссии Российской Федерации «За заслуги в организации выборов» (2012);
- Благодарность Центральной избирательной комиссии Российской Федерации (2013, 2014, 2015);
- Благодарственное письмо Центральной избирательной комиссии Российской Федерации (2014);
- Памятная медаль «За выдающийся вклад в развитие Кубани» II степени (2003);
- Почётная грамота администрации Краснодарского края (2003);
- Почётная грамота Законодательного Собрания Краснодарского края (1999);
- Благодарность главы администрации Краснодарского края (2006);
- Почётное звание «Заслуженный юрист Кубани».